# Колобжегски фар
Колобжегският фар (на полски: Latarnia morska Kołobrzeg) е фар в Колобжег, Западнопоморско войводство, Полша, на брега на Балтийско море.
Разположен е между фаровете в Нехоже (около 34 km на запад) и Гонски (22 km на изток).

## История
Фарът се намира на входа на пристанището на Колобжег, на десния бряг на река Парсента. Историята на Колобжегския фар датира от 1666 г. По време на Втората световна война, през март 1945 г., фарът е взривен от немски инженери, тъй като е добра наблюдателна точка за полската артилерия. След война е построен на различно място от оригинала, използвайки основите на комплекс от крепостни сгради в близост до града. Фарът е висок 26 m, а обхватът на светлината е 29,6 km. През 1981 г. е реновиран и лещата с диаметър 50 cm е заменена от въртящ се комплект халогенни крушки. Дървеното стълбище също е заменено с метално. В основата на фара се намира музей на минералните скали.

## Технически данни
- Характеристика на светлината
  - Светлина: 1 s.
  - Тъмнина: 2 s.
  - Период: 3 s.